# Бразилска империя
Бразилската империя (на португалски: Império do Brasil) е името на Бразилия от обявяването на нейната независимост през 1822 година до премахването на монархията през 1889 година.
Бразилската империя е конституционна монархия, управлявана последователно от двама императори от династията Браганса – Педру I и неговия син Педру II. От 16 век Бразилия е владение на Португалската империя, а през 1808 година, по време на Наполеоновите войни, португалският крал пренася двора си в бразилския град Рио де Жанейро. След връщането на краля в Европа неговият син Педру остава да управлява Бразилия като регент, но малко по-късно страната се отделя от Португалската империя и Педру става император на Бразилия, обширна, но рядко населена и етнически разнородна страна.
За разлика от повечето страни в Латинска Америка през 19 век, политическата система в Бразилската империя е стабилна и се основава на принципите на либерализма – свобода на словото, граждански права, демократичен избор на националния, провинциалните и местните парламенти. През 1828 година Бразилия претърпява поражение в Аржентино-бразилската война и губи територията на днешен Уругвай.
През 1831 година Педру I абдикира в полза на петгодишния си син Педру II, и заминава за Португалия, за да подкрепи династичните претенции на своята дъщеря. След като достига пълнолетие Педру II стабилизира политическия живот в страната. По време на своето управление той води три успешни войни – Платинската (1851 – 1852), Уругвайската (1864 – 1865) и Войната на Тройния съюз (1864 – 1870).
Политическата стабилност в Бразилската империя е съпътствана от бързо стопанско развитие, което стимулира притокът на имигранти от Европа. Робството, първоначално широко разпространено в страната, постепенно е ограничено и е окончателно премахнато през 1888 година.
След смъртта на двамата му сина, император Педру II губи интерес към управлението и не се противопоставя на засилващото се недоволство на консервативните кръгове, недоволни от премахването на робството. Монархията в Бразилия е премахната на 15 ноември 1889 година след държавен преврат, извършен от група висши военни, начело с Деодору да Фонсека, и обявено създаването на Република Бразилия.